# Maria Alm am Steinernen Meer
Maria Alm am Steinernen Meer är en ort och kommun i Österrike. Den ligger i distriktet Zell am See i förbundslandet Salzburg, 280 km väster om huvudstaden Wien. Kommunen gränsar i norr till Bayern i Tyskland.
Kommunen består av tio orter/ortsdelar (Ortschaften) (inom parentes invånarantal 1 januari 2024):

- Aberg (32)
- Alm (1 081)
- Bachwinkl (58)
- Enterwinkl (116)
- Griesbachwinkl (125)
- Hinterthal (215)
- Krallerwinkl (180)
- Schattberg (210)
- Sonnberg (207)
- Schloßberg (46)